# Ken'ya Matsui
Ken'ya Matsui (松井 謙弥?, Matsui Ken'ya; Kakegawa, 10 settembre 1985) è un calciatore giapponese, portiere del Taichung Futuro.